# Propranolol
Propranolol ist ein Arzneistoff aus der Substanzgruppe der Betablocker und wird unter anderem zur Behandlung der arteriellen Hypertonie (Bluthochdruck) und bei Herzrhythmusstörungen eingesetzt. Es wurde in den 1960er Jahren von James Whyte Black entwickelt, der 1988 für seine Beiträge zum Verständnis biochemischer Prinzipien der Arzneimitteltherapie den Nobelpreis für Medizin erhielt.

## Eigenschaften
Propranolol ist sehr gut fettlöslich und hat eine gute ZNS-Gängigkeit. Pharmazeutisch eingesetzt wird es in Form seines Salzsäuresalzes (Hydrochlorids). Propranololhydrochlorid ist löslich in Wasser und Ethanol (96 Prozent) und praktisch unlöslich in Heptan.

## Pharmakodynamik
Betablocker blockieren spezifisch sympathische β-Adrenozeptoren, ohne sie zu aktivieren (keine intrinsische Aktivität). Propranolol gehört zu den alten, nicht herzselektiven Betablockern, die neben β1-auch an β2-Adrenozeptoren binden.

## Pharmakokinetik
Propranolol unterliegt einem ausgeprägten First-Pass-Effekt, und daher beträgt die Bioverfügbarkeit nur ca. 30 %. Der Abbau findet in der Leber statt.
Die Plasmahalbwertszeit beträgt 3 bis 4 Stunden.

## Anwendungsgebiete
Propranolol wird ebenso wie andere Betablocker eingesetzt, z. B. für die Behandlung von
- arterieller Hypertonie,
- koronarer Herzkrankheit,
- thyreotoxischer Krise,
- hypertropher Kardiomyopathie,
- portaler Hypertension,
- angeborenen Hämangiomen[9]
- Ösophagusvarizenblutungen für die Primärprophylaxe
- Phäochromozytomen als präoperative Therapie (zusammen mit Alphablocker).

Daneben können nichtselektive Betablocker auch bei Migräne sowie essentiellem Tremor (hier als Mittel der ersten Wahl) angewandt werden. Bei der Behandlung von posttraumatischen Belastungsstörungen wird Propranolol als Off-Label-Use gegen Intrusionen und Übererregbarkeit eingesetzt. Für den Einsatz gegen körperliche Angstsymptome gibt es keine ausreichenden Nachweise der Wirksamkeit, nach denen eine routinemäßige Anwendung empfohlen werden könnte.

## Nebenwirkungen
- Initialer Blutdruckanstieg,
- Auslösung von Asthmaanfällen,
- Synkopen,
- periphere Durchblutungsstörungen.[12]

## Stereochemie
Arzneimittel enthalten den Arzneistoff als Racemat (1:1-Gemisch der Enantiomere), wobei aus grundsätzlichen Überlegungen die Verwendung des besser bzw. nebenwirkungsärmer wirksamen Enantiomers zu bevorzugen wäre. Der Bedeutung der Enantiomeren-Reinheit von synthetisch hergestellten Wirkstoffen wird zunehmend Beachtung gegeben, denn die beiden Enantiomeren eines chiralen Arzneistoffes zeigen fast immer eine unterschiedliche Pharmakologie und Pharmakokinetik. Das wurde früher aus Unkenntnis über stereochemische Zusammenhänge oft ignoriert. Das aktive Stereoisomer (Eutomer) ist die (S)-Form von Propranolol.

## Verwendung als Dopingmittel
Dank seiner Eigenschaft, die Herzfrequenz zu senken und dem natürlichen physiologischen Tremor entgegenzuwirken, wird Propranolol auch als verbotenes Dopingmittel im Schießsport eingesetzt. Bekanntester Fall ist der nordkoreanische Pistolenschütze Kim Jong-su, dem bei den Olympischen Sommerspielen 2008 in Peking seine Silbermedaille mit der Freien Pistole und seine Bronzemedaille mit der Luftpistole nach einem positiven Test auf Propranolol aberkannt wurde.

## Trivia
In der DDR war die Einnahme einer Überdosis Propranolol (Obsidan) eine von Suizidenten häufig gewählte Methode, um sich das Leben zu nehmen.
Seit 1990 wird Propranolol in der Liste der unentbehrlichen Arzneimittel der Weltgesundheitsorganisation geführt.
Propranolol spielt eine zentrale Rolle in der Romanserie Silo von Hugh Howey.

## Handelsnamen
Monopräparate
Beta-Tablinen (D), Dociton (D), Inderal (A, CH), Obsidan (D), Prophylux (D), Generika (D, CH), Syprol (UK)
Kombinationspräparate
Beta-Turfa (D), Dociretic (D), Dociteren (D), Pertenso (D), Propra comp (D), Triamteren tri-comp (D), Hemangiol